# مهمانخانه مالکیت‌مشترک

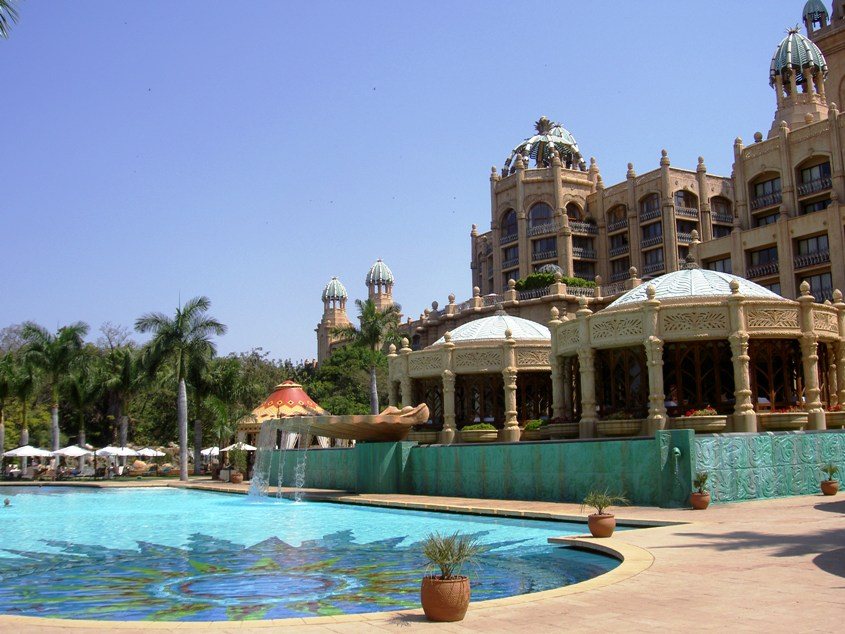
مهمانخانه مالکیت‌مشترک

مهمانخانه مالکیت‌مشترک مهمانخانه‌ای که ویلا یا اتاق‌های آن به مالکان متعدد تعلق دارد و در زمان‌هایی که مالکان از آنها استفاده نمی‌کنند، در اختیار مسافران قرار می‌گیرد.